# Cuerpo de Paz
Los Cuerpos de Paz (en inglés: Peace Corps) es una agencia federal independiente de los Estados Unidos. Fue establecido por el Decreto Ley 10924 el 1 de marzo de 1961 y fue autorizado por el Congreso el 22 de septiembre del mismo año al aprobar el Acta del Cuerpo de Paz (ley pública 87-293).
El Acta del Cuerpo de Paz declara que su propósito es:  

"promover la paz y la amistad mundial a través del Cuerpo de Paz, el cual hará disponible para los países y áreas interesados a los hombres y las mujeres estadounidenses que estén dispuestos a servir y estén capacitados para trabajar en el extranjero, bajo condiciones difíciles si es necesario, y ayudar a las personas de tales países y áreas a satisfacer sus necesidades de mano de obra calificada."

Desde 1960, más de 210.000 personas han trabajado como voluntarios del Cuerpo de Paz en 139 países.
El presidente Barack Obama nombró a Aaron Williams como director el 14 de julio de 2009. Williams era anteriormente el vicepresidente de una empresa de desarrollo internacional, y voluntario del Cuerpo de Paz en los años 1960, en la República Dominicana.

## Propósito y función
El Cuerpo de Paz envía a voluntarios a más de 70 países a trabajar con gobiernos, escuelas, organizaciones no lucrativas, organizaciones no gubernamentales y empresas en las áreas de educación, negocio, tecnología de información, agricultura y ambiente.
El programa tiene oficialmente tres metas:
- ayudar a las personas de países interesados a resolver las necesidades de trabajadores

- ayudar a promover una comprensión mejor de los estadounidenses hacia pueblos a quienes ayudó

- ayudar a promover una comprensión mejor por parte de otros pueblos hacia los estadounidenses

El Cuerpo de Paz en primer lugar anuncia su disponibilidad a los gobiernos extranjeros. 
Estos gobiernos entonces determinan las áreas en las cuales la organización puede estar implicada.
La organización después chequea las asignaciones solicitadas a su grupo de aspirantes y envía voluntarios con las habilidades apropiadas a los países que primero hicieron las peticiones.

## Historia

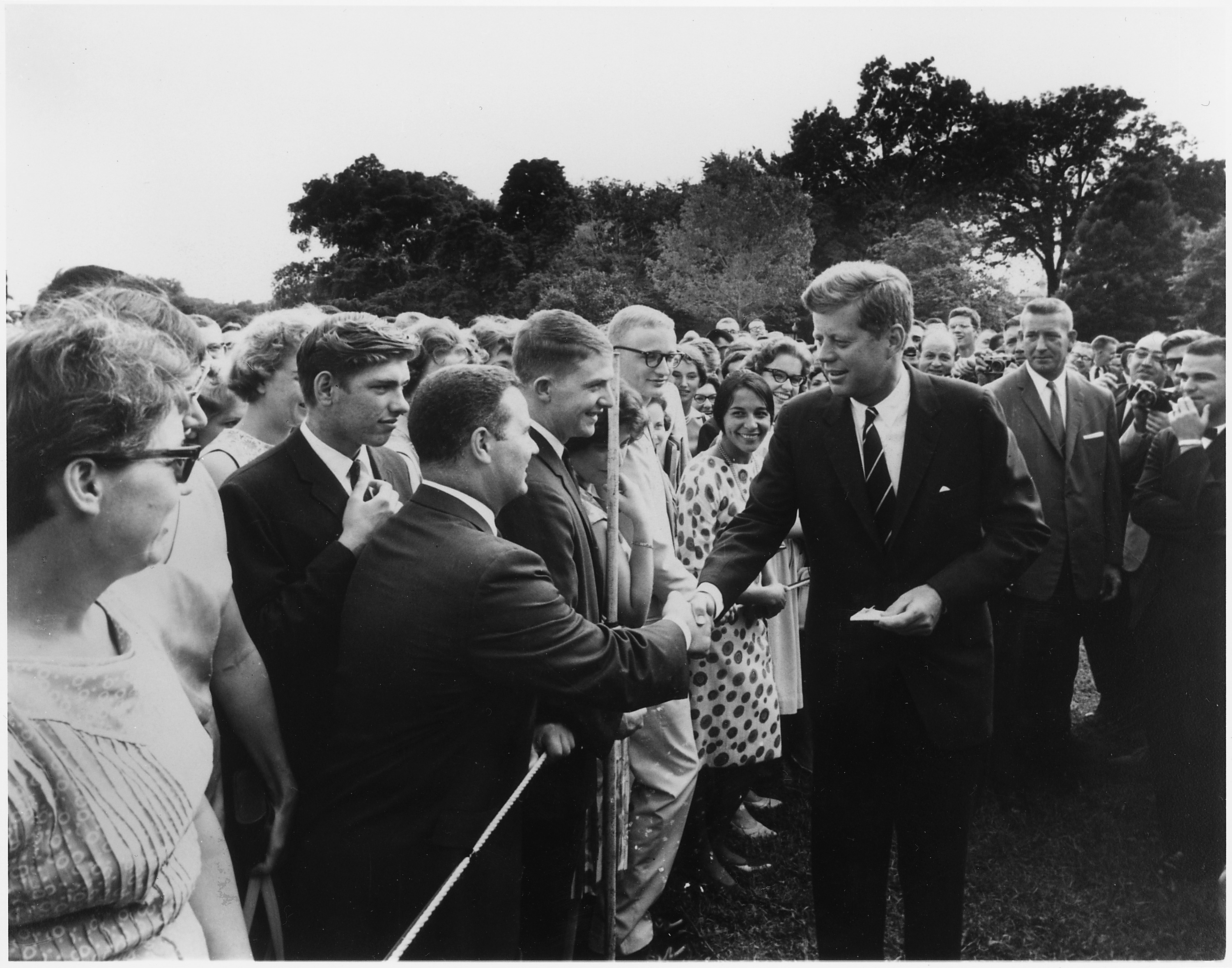
John F. Kennedy saluda a varios voluntarios el 28 de agosto de 1961.

Después del final de la Segunda Guerra Mundial, varios de los miembros del congreso de Estados Unidos propusieron proyectos para establecer las organizaciones voluntarias en países en vías de desarrollo. En 1952, el senador Brien McMahon (D-Connecticut) propuso un “ejército” de estadounidenses jóvenes para actuar como “misionarios de la democracia.” Las organizaciones privadas no religiosas comenzaron a enviar a voluntarios a ultramar durante los años 50.
Aunque al Presidente John F. Kennedy se le atribuye la creación del Cuerpo de Paz, la primera iniciativa vino del senador Hubert H. Humphrey, Jr. (D-Minnesota), quien introdujo el primer proyecto para crear el Cuerpo de Paz en 1957, tres años antes de JFK y de su discurso en la Universidad de Míchigan. En su autobiografía La educación de un hombre público, Hubert Humphrey escribió: 

"Había tres proyectos de importancia emocional particular para mí: el Cuerpo de Paz, una agencia del desarme y el tratado de prohibición de pruebas nucleares.
El presidente, sabiendo cómo me sentía, pidió que introdujera la legislación para los tres. Introduje el primer proyecto del Cuerpo de Paz en 1957. No fue recibido con mucho entusiasmo. Algunos diplomáticos tradicionales temblaron ante el pensamiento de millares de americanos jóvenes dispersos a través de su mundo. Muchos senadores, algunos de ellos liberales, pensaron que era una tonta e inviable idea. Ahora, con un presidente joven impulsando su paso, llegó a ser posible y lo empujamos rápidamente a través del senado. Está de moda ahora sugerir que los voluntarios del Cuerpo de Paz ganan tanto o más como la experiencia en los países donde han trabajado. Eso puede ser verdad, pero no debe degradar su trabajo. Tocaron muchas vidas y las hicieron mejores."

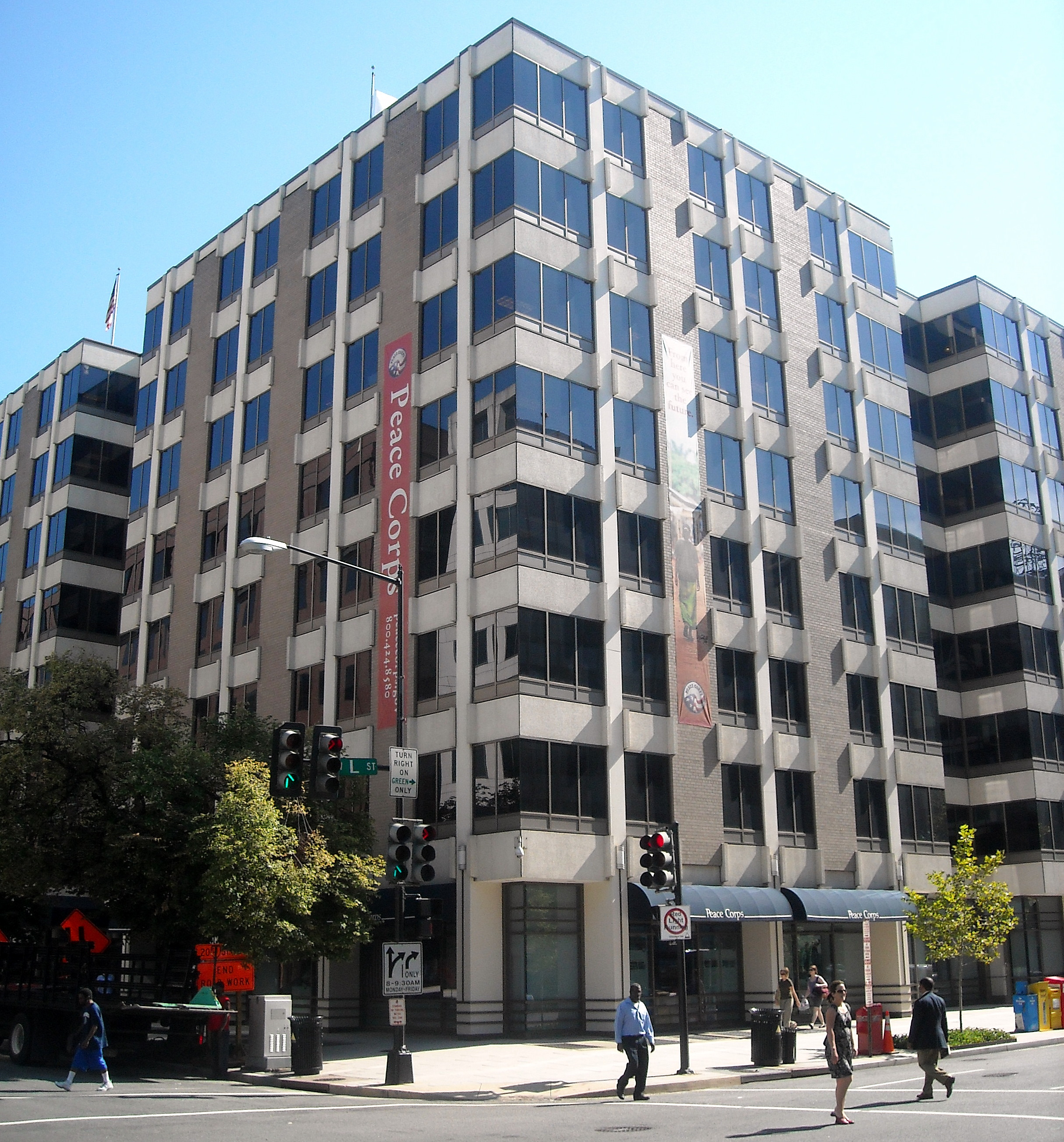
La sede del Cuerpo de Paz, ubicada en 1111 20th Street, NW en el barrio Foggy Bottom de Washington, D. C.

Sin embargo, no fue hasta 1956 que ésta propuesta para el primer programa nacional del servicio al exterior recibió la atención seria en Washington después de que el representante Henry S. Reuss (de Wisconsin) promoviera las ideas “los 4 objetivos de un cuerpo joven.” En 1960, él y el senador Richard L. Neuberger de Oregón introdujeron medidas idénticas que llamaban a un estudio no gubernamental de la “conveniencia y de la factibilidad” de tal empresa. Conjuntamente El Comité de Asuntos Exteriores y el Comité del Senado para las Relaciones Exteriores apoyaron la idea de un estudio, el último escrito de la propuesta de Reuss sobre la legislación mutua de la seguridad pendiente hasta ese momento. De esta manera se convirtió en ley en junio de 1960. En agosto el acto mutuo de las apropiaciones de la seguridad fue decretado, otorgando una disponibilidad de $10 000 para el estudio, y en noviembre ICA contactaron a Maurice Albertson, Andrew E. Arroz y Pauline E. Burkey de la Fundación de la Investigación de la Universidad Estatal de Colorado para realizar el estudio.
John F. Kennedy primero anunció su propia idea para tal organización durante la campaña presidencial de 1960 en un discurso en la Universidad de Míchigan en Ann Arbor el 14 de octubre. Más tarde, durante un discurso en San Francisco, California el 1 de noviembre, nombró a esta organización como “Cuerpo de Paz.” Los críticos del programa (incluyendo al opositor, Richard M. Nixon) demandaron que el programa no sería sino un asilo para desertores. Otros dudaron si los voluntarios universitarios tendrían las habilidades necesarias. La idea era popular entre estudiantes de universidad, sin embargo, y Kennedy siguió persiguiéndolo, pidiendo a estimados académicos como Max Millikan y Chester Bowles ayudarlo a perfilar la organización y sus metas. Durante su discurso inaugural, Kennedy prometió otra vez crear el programa: "Y por eso, compatriotas: pregunte no lo que su país puede hacer por usted, sino lo que usted puede hacer por su país".

### Creación y autorización
El 1 de marzo de 1961, Kennedy firmó el Decreto Ley 10924, que lanzó oficialmente el Cuerpo de Paz.  Preocupado por la creciente cantidad de sentimiento revolucionario en el tercer mundo, Kennedy vio el Cuerpo de Paz como medio de contrarrestar el concepto del llamado “Ugly American” (Estadounidense Feo) y del “Imperialismo Yanqui”, especialmente en las naciones emergentes de África y Asia post-colonial.
El 4 de marzo, Kennedy nombró a su cuñado Sargent Shriver como el primer director del programa. Shriver fue encargado de ampliar la organización, lo que hizo con la ayuda de Warren W. Wiggens y otros.  Shriver y su think tank listaron las tres metas principales del Cuerpo de Paz y decidieron el número de voluntarios que necesitaban reclutar. El programa empezó a reclutar a voluntarios al julio siguiente.
Hasta aproximadamente 1967, los candidatos al Cuerpo de Paz tuvieron que aprobar un examen de acceso a la organización que probaba su aptitud general (el conocimiento de varias capacidades necesarias para los puestos del Cuerpo de Paz) y su aptitud lingüística.  Después de un discurso de Kennedy, el programa fue autorizado formalmente por el Congreso estadounidense el 22 de septiembre de 1961 y, en menos de 2 años, más de 7300 voluntarios servían en 44 países. Este número aumentó a 15.000 en junio de 1966, que era el número más grande en la historia de la organización hasta que se superó en 2003 (7.553 voluntarios).

### Polémica inicial
La organización experimentó una gran polémica el primer año de su operación.  El 13 de octubre de 1961, Margery Jane Michelmore, una voluntaria en Nigeria, le envió una postal a un amigo en los EE. UU.  En ésta, caracterizó su situación en Nigeria como de "miseria y condiciones absolutamente primitivas".  Sin embargo, esta postal nunca salió del país. La Unión Estudiantil de la Universidad de Ibadán reclamó la deportación de los estudiantes y los acusaron de ser los espías internacionales de los EE. UU. y el proyecto de ser "una conspiración diseñada para fomentar el neocolonialismo".  Poco después, la prensa internacional se enteró de la historia, llevando a varias personas de alto rango de la administración estadounidense cuestionar el futuro de todo el programa.  Algunos estudiantes nigerianos protestaron contra el programa, y los voluntarios estadounidenses se retiraron temporalmente de sus puestos, comenzando luego una huelga de hambre.  Después de varios días, los estudiantes nigerianos acordaron dialogar con los estadounidenses.

### Estado independiente
El impacto del Cuerpo de Paz durante esta época fue mínimo. Para 1966, más de 15.000 voluntarios se encontraban trabajando en el campo, siendo este el segundo número más alto de voluntarios activos en la historia de esta organización. En julio de 1971, el presidente Richard Nixon, un oponente del programa, puso al Cuerpo de Paz bajo el control de la agencia "paraguas" ACTION. El Presidente Jimmy Carter, un defensor del programa, dijo que su madre, quien había servido como enfermera en el programa, había tenido "una de las experiencias más gloriosas de su vida" en el Cuerpo de Paz. Debido a esto, Carter declaró en 1979 la organización completamente autónoma mediante un Decreto Ley. Esta independencia se consolidó cuando el Congreso aprobó una legislación en 1981 para convertir la organización en una agencia federal independiente.

## Presencia internacional

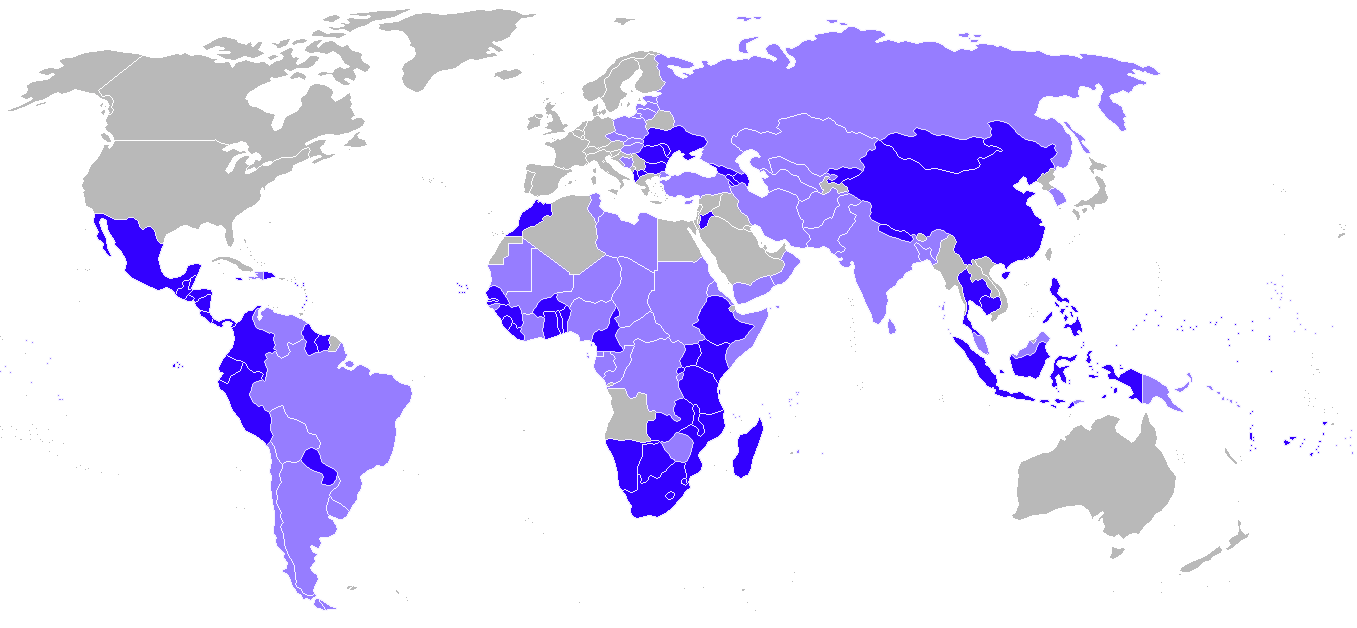
Países con presencia de los Cuerpos de Paz en 2009
Países con presencia en el pasado

A lo largo de su historia, los Cuerpos de Paz han tenido presencia en los siguientes países:
Latinoamérica y el Caribe
- Argentina (1992-1994)
- Belice (desde 1962)
- Bolivia (1962-1971, 1990-2008)
- Brasil (1962-1981)
- Chile (1961-1982, 1991-1998)
- Colombia (1961-1981, desde 2010)
- Costa Rica (desde 1963)
- Dominica (desde 1961)
- Ecuador (desde 1962)
- El Salvador (1962-1980, 1993-2016)[15]
- Granada (desde 1961)
- Guatemala (desde 1963)
- Guyana (1966-1971, desde 1995)
- Haití (1982-1987, 1990-1991, 1996-2005)
- Honduras (1962-2012)[16]
- Jamaica (desde 1962)
- México (desde 2004)
- Nicaragua (1968-1979, desde 1991)
- Panamá (1963-1971, desde 1990)
- Paraguay (desde 1966)
- Perú (1962-1974, desde 2002)
- República Dominicana (desde 1962)
- Santa Lucía (desde 1961)
- San Vicente y las Granadinas (desde 1961)
- Surinam (1995-2013)
- Uruguay (1963-1973, 1991-1997)
- Venezuela (1962-1976)[17]

Europa y Asia Central
- Albania (1992-1997, desde 2003)
- Armenia (desde 1992)
- Azerbaiyán (2003-2016)
- Bosnia-Herzegovina (2000-2002)
- Bulgaria (1991-2013)
- Chipre (1962-1964)
- Eslovaquia (1990-2002)
- Estonia (1992-2002)
- Georgia (desde 2001)
- Hungría (1990-1997)
- Kazajistán (1993-2011)
- Letonia (1992-2002)
- Lituania (1992-2002)
- Kirguistán (desde 1993)
- Kosovo (desde 2014)
- Macedonia (desde 1996)
- Malta (1970-1975, 1990-1998)
- Moldavia (desde 1993)
- Polonia (1990-2001)
- República Checa (1990-1997)
- Rumania (1991-2013)
- Rusia (1992-2003)
- Turkmenistán (1993-2013)
- Turquía (1962-1971)
- Ucrania (desde 1992)[17]
- Uzbekistán (1992-2005)

Medio Oriente y norte de África
- Baréin (1974-1979)
- Irán (1962-1976)
- Jordania (1997-2002, 2004-2015)[18]
- Libia (1966-1969)
- Marruecos (desde 1963)
- Omán (1973-1983)
- Túnez (1962-1996, 2013)
- Yemen (1973-1994)[17]

África Subsahariana
- Benín (desde 1968)
- Botsuana (1966-1997, desde 2003)
- Burkina Faso (1967-1987, desde 1995)
- Burundi (1983-1993)
- Cabo Verde (1988-2013)
- Camerún (desde 1962)
- Chad (1966-1979, 1987-1998, 2003-2006)
- Comoras (1988-1995, desde 2014)
- Congo (1991-1997)
- Costa de Marfil (1962-1981, 1990-2003)
- Eritrea (1995-1998)
- Etiopía (1962-1977, 1995-1999, desde 2007)
- Gabón (1963-1968, 1973-2005)
- Gambia (desde 1967)
- Ghana (desde 1961)
- Guinea (1963-1966, 1969-1971, desde 1985)
- Guinea-Bisáu (1988-1998)
- Guinea Ecuatorial (1988-1993)
- Kenia (desde 1964)
- Lesoto (desde 1967)
- Liberia (1962-1990, desde 2008)
- Madagascar (desde 1993)
- Malaui (1963-1976, desde 1978)
- Mali (1971-2012, 2014-2015)
- Mauricio (1969-1976)
- Mauritania (1966-1967, 1971-2011)
- Mozambique (desde 1998)
- Namibia (desde 1990)
- Níger (1962-2011)
- Nigeria (1961-1976, 1992-1995)
- República Centroafricana (1972-1996)
- República Democrática del Congo (1970-1991)
- Ruanda (1975-1993, desde 2008)
- Santo Tomé y Príncipe (1990-1996)
- Senegal (desde 1963)
- Seychelles (1974-1995)
- Sierra Leona (1962-1994, desde 2010)
- Somalia (1962-1970)
- Sudáfrica (desde 1997)
- Sudán (1984-1986)
- Suazilandia (1969-1996, desde 2003)
- Tanzania (1961-1969, desde 1979)
- Togo (desde 1962)
- Uganda (1964-1972, 1991-1999, desde 2001)
- Zambia (desde 1994)
- Zimbabue (1991-2001)[17]

Asia
- Afganistán (1962-1979)
- Bangladés (1998-2006)
- Camboya (desde 2007)
- China (desde 1993)
- Corea del Sur (1966-1981)
- Filipinas (1961-1990, desde 1992)
- India (1961-1976)
- Indonesia (1963-1965, desde 2010)
- Malasia (1962-1983)
- Mongolia (desde 1991)
- Myanmar (desde 2016)
- Nepal (1962-2004, desde 2012)
- Pakistán (1961-1967, 1988-1991)
- Sri Lanka (1962-1964, 1967-1970, 1983-1998)
- Tailandia (desde 1962)
- Timor Oriental (2002-2006, desde 2015)[17]

Oceanía
- Fiyi (1968-1998, desde 2003)
- Islas Cook (1982-1995)
- Islas Marshall (1966-1996)
- Islas Salomón (1971-2000)
- Kiribati (1974-2008)
- Estados Federados de Micronesia (desde 1966)
- Niue (1994-2002)
- Papúa Nueva Guinea (1981-2001)
- Samoa (desde 1967)
- Tonga (desde 1967)
- Tuvalu (1977-1997)
- Vanuatu (desde 1990)[17]

## Proceso de postulación
Para postular a los Cuerpos de Paz, es necesario ser un ciudadano de Estados Unidos mayor de 18 años. La postulación debe hacerse entre 9 y 12 meses antes de la partida. El proceso inicia con el diligenciamiento de un formulario en línea y toma aproximadamente 6 meses.

## Controversias
La labor realizada por los Cuerpos de Paz no ha estado exenta de controversia. En 1986, un artículo en la revista Multinational Monitor tuvo una mirada crítica a los Cuerpos de Paz. Por una parte, los alabó diciendo que "no están en el negocio de transferir recursos económicos masivos. En lugar de eso se concentran en incrementar la productividad y estimular la auto-confianza en aldeas que usualmente son ignoradas por grandes agencias de desarrollo". Por otra parte, el artículo acusó a los Cuerpos de Paz de, entre otras cosas:
- Tener un énfasis fuerte en la educación básica
- No promover entre los voluntarios el uso de sus experiencias al terminar su periodo de servicio
- Hacer el trabajo de los gobiernos locales, evitando la implementación de políticas destinadas a mejorar el bienestar de la población
- Servir de herramienta de relaciones públicas para el gobierno de Estados Unidos a fin de contrarrestar la mala imagen del mismo a causa de sus intervenciones militares y económicas
- Legitimar dictadores
- Ser usados (voluntariamente o no) en asociación con los intereses militares de Estados Unidos[21]

El artículo sugiere que los Cuerpos de Paz deberían hacer que "el pobre debería ser estimulado para organizar una base de poder para ganar más ventaja con los poderes dominantes".
Otra crítica a los Cuerpos de Paz proviene del hecho que algunas voluntarias afirman haber sido víctimas de abuso sexual durante sus periodos de servicio sin recibir suficiente ayuda para superar el trauma. También se acusa a los Cuerpos de Paz de no tener objetivos claros y de no reclutar personal calificado.
La película boliviana de 1969 Sangre de cóndor retrató a los voluntarios de los Cuerpos de Paz sirviendo en Bolivia como arrogantes, etnocéntricos e imperialistas intolerantes dispuestos a destruir la cultura indígena. Una escena impactante de dicha película mostró a un grupo de indígenas atacando un puesto de salud en el que los voluntarios estaban esterilizando mujeres indígenas en contra de su voluntad. Se cree que la película contribuyó a la expulsión de los Cuerpos de Paz de Bolivia en 1971, de por sí acusados de espionaje para los militares y los organismos de inteligencia estadounidenses.
El sociólogo colombiano Alfredo Molano afirmó en una entrevista para la BBC que "lo que hicieron los Cuerpos de Paz en Colombia fue muy marginal en materia de ayuda a las comunidades pobres". Molano dijo también que los voluntarios "Dictaban cursos, ayudaban a hacer escuelas y puentes. Pero eran obras sin ninguna trascendencia"  En Colombia, se acusa a los Cuerpos de Paz de enseñar a los campesinos la fabricación de la cocaína y de involucrarse en el tráfico de marihuana, propagando la subcultura del narcotráfico.
En diciembre de 2003, un reporte de la Institución Brookings sugirió que se hicieran cambios en la organización, entre ellos reasignar voluntarios en ciertos países, dar más autoridad a las instituciones de los países anfitriones, tener voluntarios de los países anfitriones en Estados Unidos y tener voluntarios multilaterales.